# Tarell Alvin McCraney
Tarell Alvin McCraney (né le 17 octobre 1980 à Miami) est un scénariste et un acteur américain.
Il est célèbre pour avoir écrit la pièce In Moonlight Black Boys Look Blue, pièce adaptée en film, Moonlight en 2016 et qui lui a valu l'Oscar du meilleur scénario adapté.

## Biographie
Né à Miami, Tarell Alvin McCraney fréquente la New World School of the Arts de la ville. En 1999, il est récompensé par la National YoungArts Foundation, catégorie théâtre.
Il s'inscrit à l'école de théâtre de l'Université DePaul où il reçoit son baccalauréat en beaux-arts comme acteur. En mai 2007, il est diplômé en écriture dramatique à l'Université Yale. Il a aussi reçu un diplôme honoraire à l'Université de Warwick. En 2008, il est auteur dramatique en résidence à la Royal Shakespeare Company.
En tant que comédien, il a joué aux États-Unis mais aussi en France, sous la direction de Peter Brook et Marie-Hélène Estienne au théâtre des Bouffes du Nord.
Il prendra la chaire d'écriture dramatique à l'Université Yale à partir de juillet 2017.
Tarell Alvin McCraney est ouvertement homosexuel.

## Œuvres
- Head of Passes
- Choir Boy
- American Trade
- Wig Out![5]
- La trilogie The Brother/Sister Plays[6]
  - The Brothers Size
  - In The Red And Brown Water
  - Marcus, or the Secret of Sweet
- Without/Sin
- Run, Mourner, Run
- In Moonlight Black Boys Look Blue

### Filmographie
- 2018 : High Flying Bird de Steven Soderbergh (scénario)

## Récompenses
- Whiting Award 2007
- London's Evening Standard Award 2008 for Most Promising Playwright
- New York Times Outstanding Playwright Award 2009 for The Brothers Size
- Steinberg Playwright Award 2009[7]
- Prix de littérature Windham-Campbell 2013[8]
- MacArthur Fellowship 2013[9]
- Oscar du meilleur scénario adapté 2017 pour Moonlight